# ジェフリー・レディック
ジェフリー・レディック（Jeffrey Reddick、1969年7月12日 - ）は、アメリカ合衆国の脚本家。ケンタッキー州ジャクソン出身。

## フィルモグラフィ
- ファイナル・デスティネーション Final Destination (2000) - 原案・脚本
- キャビン・バイ・ザ・レーク　リターンズ Return to Cabin by the Lake (2001、テレビ映画) - 脚本
- デッドコースター Final Destination 2 (2003) - キャラクター創造・原案・製作総指揮
- ルール6 Tamara (2005) - 脚本・出演
- A Life's Work (2005) - 製作
- ファイナル・デッドコースター Final Destination 3 (2006) - キャラクター創造
- Dante's Cove (2007) - supervising producer
- デイ・オブ・ザ・デッド Day of the Dead (2008) - 脚本
- ファイナル・デッドサーキット 3D The Final Destination (2009) - キャラクター創造
- The Human Race (2010) - スペシャルサンクス